# فاليري بوبينشينكو
فاليري بوبينشينكو (26 أغسطس 1937 – 15 فبراير 1975) هو ملاكم من الاتحاد السوفيتي راحل، مثّل بلاده في الألعاب الأولمبية الصيفية 1964.

## روابط خارجية
فاليري بوبينشينكو على موقع بوكس ريك (الإنجليزية) (registration required)
- فاليري بوبينشينكو على موقع اللجنة الأولمبية الدولية (الإنجليزية)
- فاليري بوبينشينكو على موقع أوليمبيديا (الإنجليزية)